# Жорж Перек
Жорж Перек (на френски: Georges Perec) е френски режисьор и писател на произведения в жанра съвременен роман. Член на групата „Улипо“.

## Биография и творчество
Жорж Перек е роден на 7 март 1936 г. в Париж, Франция, в еврейско семейство на емигранти от Полша Ицек Перек и Сирла Шулевич. Баща му загива като войник в началото на Втората световна война, а майка му е депортирана и загива в Аушвиц по време на Холокоста. Тяхната смърт оказва значително влияние на творчеството му. Отгледан е от роднините им.
От 1955 г. започва да пише за списанието „Нувел Ревю Франсез“. Следва история и социология в Сорбоната. В периода 1958 – 1959 г. служи в армията като парашутист. След уволнението си от армията, през 1960 г. се жени за Полет Петра. Прекарват една година в Сфакс, Тунис, където тя работи като учителка. През 1961 г. започва да работи като архивист и библиотекар в научноизследователската лаборатория по неврофизиология към болница „Сейнт Антоан“.
Първият му роман, „Вещите: Една история от 60-те г.“, е публикуван през 1965 г. Историята в него е почерпана от преживяванията по време на престоя му в Тунис. Той е удостоен с наградата „Ренодо“ за най-добър първи роман.
През 1967 г., след срещата си с писателя Реймон Кьоно, се присъединява към групата „Улипо“, което оказва донякъде влияние на творбите му, предимно в липограмния роман „La Disparition“. Същата година е издаден романът му „Спящият човек“. През 1975 г. той е екранизиран в едноименния филм.
Най-известната му книга, романът „Животът. Начин на употреба“, е публикуван през 1978 г. За нея получава наградата „Медиси“, което му позволява да напусне работата си и да се посвети изцяло на писателската си кариера. Книгата е определена от вестник „Монд“ като една от 100-те книги на 20 век.
Известно време живее и твори в Университета на Куинсланд, Австралия, където работи върху незавършения си роман „53 дни“.
Заклет пушач, след завръщането си от Австралия се разболява тежко. Жорж Перек умира от рак на белия дроб на 3 март 1982 г. в Иври сюр Сен.

## Произведения
- Les Choses. Une histoire des années soixante (1965) – награда „Ренодо“
Вещите: Една история от 60-те г., изд. „Народна младеж“, София (1967), прев. Георги Панов
- Quel petit vélo à guidon chromé au fond de la cour ? (1966)
- Un homme qui dort (1967)
Спящият човек, изд.: „Леге Артис“, Плевен (2000), прев. Дияна Марчева
- La Disparition (1969)
- Petit traité invitant à la découverte de l'art subtil du go (1969) – с Пиер Люсон и Жак Рубо
- Les Revenentes (1972)
- Die Maschine (1972) – с Южен Елмле
- Oulipo. Créations, Re-créations, récréations (1972) – с Реймон Кьоно и Пол Фурнел
- La Boutique obscure. 124 rêves (1973)
- Espèces d'espaces (1974)
- Ulcérations (1974)
- W ou le Souvenir d'enfance (1975)
- Tentative d'épuisement d'un lieu parisien (1975)
- Alphabets. Cent soixante-seize onzains hétérogrammatiques, (1976)
- Je me souviens. (1978)
- La Vie mode d'emploi (1978) – награда „Медиси“
Животът. Начин на употреба, изд. „Народна култура“, София (1980), прев. Бояна Петрова
- Les mots croisés (1979)
- Un cabinet d'amateur (1979)
- La Clôture et autres poèmes (1980)
- Récits d'Ellis Island (1980) – с Робер Бобе
- Théâtre I (1981)

Посмъртно са публикувани и други негови произведения. Някои от тях са:
- Épithalames (1982)
- Tentative d'épuisement d'un lieu parisien (1982)
- Penser/Classer (1985)
Мислене/Подреждане, изд. „Критика и хуманизъм“, София (2023), прев. Юлиан Жилиев
- Les Mots croisés II (P1986)
- 53 jours (1989) – недовършен роман
- Vœux (1989)

### Екранизации
- Un homme qui dort (1974) – по романа
- Les Lieux d'une fugue (1975)
- Série noire (1979) – диалог
- Ellis Island (1980) – документален, сценарист